# Tossal del Rei
El Tossal del Rei o popularment el Tossal dels Tres Reis és una muntanya de 1.350 metres, situada a la part meridional del Massís dels Ports, al trifini de Catalunya, País Valencià i Aragó. Els municipis que hi termenegen són la Sénia (Montsià), la Pobla de Benifassà, per la part del terme de Fredes (Baix Maestrat) i Vall-de-roures (Matarranya). És prop del punt més occidental de Catalunya, també al terme municipal de la Sénia.
Aquest cim està inclòs al llistat dels 100 cims de la FEEC amb el nom de Tossal dels Tres Reis.

## Accés
El millor accés és des del poble de Fredes (població pertanyent a la Pobla de Benifassà). A la sortida del poble es troba una pista forestal que porta fins al Coll dels Tombadors (serral en el que convergeix un encreuament de tres camins). El camí principal continua fins a l'Ermita de Sant Miquel d'Espinalva, des de la qual s'arriba al cim del Tossal, on un monticle de pedres simbolitza el punt de trobada dels tres antics regnes de la Corona d'Aragó.